# Коваленківська сільська рада
Коваленківська сільська рада (Коваленська сільська рада) — колишня адміністративно-територіальна одиниця та орган місцевого самоврядування в Янушпільському і Любарському районах Бердичівської округи, Вінницької та Житомирської областей Української РСР з адміністративним центром у селі Коваленки.

## Населені пункти
Сільській раді на час ліквідації були підпорядковані населені пункти:
- с. Коваленки

## Населення
Відповідно до перепису населення СРСР, станом на 17 грудня 1926 року, чисельність населення ради становила 634 особи, з них, за статтю: чоловіків — 291, жінок — 343; етнічний склад: українців — 628, росіян — 6. Кількість господарств — 139, з них несільського типу — 1.

## Історія та адміністративний устрій
Створена 26 червня 1926 року, відповідно до рішення Бердичівської ОАТК (протокол № 3/6), в с. Коваленки Мотрунківської сільської ради Янушпільського району Бердичівської округи. 13 лютого 1935 року, відповідно до постанови президії ВУЦВК «Про склад нових адміністративних районів Вінницької області», сільську раду передано до складу Любарського району Вінницької області.
Станом на 1 вересня 1946 року сільська рада входила до складу Любарського району Житомирської області, на обліку в раді перебувало с. Коваленки.
Ліквідована 11 серпня 1954 року, відповідно до указу Президії Верховної ради Української РСР «Про укрупнення сільських рад по Житомирській області», територію та с. Коваленки приєднано до складу Панасівської сільської ради Любарського району Житомирської області.